# Ревельский, Игорь Александрович
Ревельский Игорь Александрович (8 июня 1936, Черкассы, Киевская область — 10 июля 2023, Москва) — доктор химических наук, профессор кафедры аналитической химии Химического факультета МГУ им. М. В. Ломоносова, член НСАХ РАН, заслуженный химик РФ (1999), член Российского общества по масс — спектрометрии.

## Биография
В 1960 году окончил инженерный факультет Военной Академии химической защиты. Однако, до этого, в начале 1957 года решением министра обороны маршала Г. К. Жукова всех студентов, поступивших в академию после 10 класса, было решено направить в гражданские вузы. Так Игорь Александрович стал студентом химического факультета МГУ, но продлилось это лишь несколько недель (время январских учебных каникул). Затем, указом маршала К. К. Рокоссовского, в то время замещавшего Г. К. Жукова, студентов снова вернули в академию.
Там Игорь Александрович начал заниматься своей дипломной работой, посвященной синтезу веществ, обладающих защитой от лучевой болезни.
Одним из научных руководителей И. А. Ревельского являлся знаменитый академик, основатель школы фтороргаников И. Л. Кнунянц.
В перерывах между занятиями и выполнением дипломной работы Игорь Александрович увлекся работами по газожидкостной хроматографии, натолкнувшими его на мысль о том, что много веществ, остающихся в реакционной смеси при выполнении синтеза, остаются не исследованными.
После успешной защиты диплома, в Главном штабе сухопутных войск СССР шло распределение, в результате которого Игоря Александровича хотели направить либо в Мелитополь (УССР), либо в Венгрию. Выбор Ревельского пал на научную деятельность, и его просьба об увольнении из армии была удовлетворена.
После демобилизации Игорю Александровичу были предложены на выбор три места работы в разных организациях под руководством И. Л. Кнунянца, у академика И. Е. Тамма, который организовывал в то время биологический центр в Курчатовском институте, а также у академика В. А. Энгельгардта.
Ревельский случайно узнал, что в одном закрытом институте осуществлялся набор в группу газовой хроматографии, руководимый П. П. Вертебным. Вскоре он стал сотрудником этой группы.
С самого начала Ревельский сочетал решения практических задач с одновременным развитием общих методов, которые в то же время были интересны в научном плане и давали выход на практику. В 1966 году И. А. Ревельский защитил кандидатскую диссертацию по теме: «Идентификация компонентов смесей, разделенных с помощью газовой хроматографии», а в 1976 году — докторскую диссертацию по теме: «Газохроматографическое исследование возможности определения молекулярных весов, сечений ионизации молекул и элементного состава и определения количественного состава компонентов смесей без градуировки». Работал в Государственном научно-исследовательском институте органической химии и технологии младшим, старшим и ведущим научным сотрудником.
В 1979 году занялся ионной хроматографией и поспособствовал её становлению в Советском Союзе, за что впоследствии был окрещен «отцом» ионной хроматографии. Одним из значимых достижений явился вклад в разработку советского ионного хроматографа. С 1992 года является профессором Московского государственного университета имени М. В. Ломоносова, а с 2003 года — ведущим научным сотрудником.

### Научная деятельность
Специалист в области газовой, жидкостной, ион — эксклюзионной, ионной, тонкослойной и реакционной газовой хроматографии, хроматомасс — спектрометрии с ионизацией в широком диапазоне давлений (вплоть до атмосферного) в источнике ионов, многоэлементного анализа компонентов смесей, сверхкритической флюидной экстракции, сорбционного концентрирования из водных и органических растворов, хромадистилляции.
Основные достижения:
- Разработал в 1983 году и запатентовал метод масс-спектрометрии с фотоионизацией при атмосферном давлении, позволяющий регистрировать масс-спектры, состоящие из пика молекулярного (М+) и квазимолекулярного (МН+) иона. Метод обеспечивает возможность определения молекулярных масс для следовых количеств компонентов сложных смесей при сочетании с газовой хроматографией. С использованием данного метода разработан новый подход к контролю качества химической и фармацевтической продукции и особо чистых органических веществ, благодаря обнаружению существенно большего числа примесей в сравнении со стандартным подходом, основанным на методе газовой хроматографии/масс — спектрометрии с электронной ионизацией. Приоритет общепризнан за рубежом и является неоспоримым [1,2];
- Разработал в 2009 году методологию контроля безопасности вод и продуктов питания, основанную на быстром скрининге проб на суммарное содержание F-, Cl-, Br- и S- органических соединений на уровне следов, обеспечивающая возможности действенного и экономически эффективного эколого — аналитического контроля. Аналогов неизвестно, получен патент в 2010 году [3,4,5,6];
- Разработал с 1998 по 2005 год новые подходы к селективному концентрированию органических примесей из вод и органических матриц и их определению, основанные на сверхкритической флюидной и жидкостной экстракции и хромато — масс — спектрометрическом анализе всего концентрата примесей, а не малой части. Аналоги неизвестны [7];
- Разработал в 1982 году (исследования проводятся и по сегодняшний день) новый подход к сопоставлению качества оригинальных лекарственных средств и соответствующих дженериков, основанный на высокоселективном выделении присутствующих среднелетучих примесей в их определении с использованием метода газовой хроматографии/масс — спектрометрии. Аналоги неизвестны [8,9];
- Разработал в 1987 году методологию количественного определения компонентов сложных смесей без проведения градуировки по каждому компоненту, основанная на использовании детектора по плотности и атомно-эмиссионного детектора в сочетании с газовой хроматографией. Получены патенты [10];
- Предложен и запатентован способ сопоставления физиологической активности in vitro оригинальных лекарственных средств и дженериков, основанный на измерении изменений жесткости мембран клеток крови (эритроцитов, тромбоцитов и лимфоцитов) при использовании метода электронного парамагнитного резонанса и спиновых меток;
- Разработаны способы определения молекулярных масс компонентов с использованием детектора по плотности, сечений ионизации молекул компонентов, а также подтверждена гипотеза об аддитивности молекулярных сечений ионизации;
- Разработал высокотемпературный детектор (1968 г.) по плотности (до 800 °С), микрокулонометрический и объёмный (равночувствительный) детекторы.

И. А. Ревельский подготовил 22 кандидата наук, опубликовал более 260 научных работ, имеет в общей сложности 37 патентов. Является лауреатом золотой медали Всероссийского масс — спектрометрического общества. Много лет он являлся членом экспертного совета Высшей аттестационной комиссии при Министерстве образования и науки Российской Федерации, а также с 1985 по 2012 год являлся членом редколлегии журнала «Заводская лаборатория». С 2007 года и по настоящее время является членом редакции журнала «Сверхкритические флюиды: теория и практика».
Преподавательская деятельность И. А. Ревельского сейчас заключается в руководстве дипломниками и аспирантами.

### Награды
В 1994 году И. А. Ревельскому было присвоено звание Заслуженного химика России.